# Saint-Victoret
Saint-Victoret est une commune française, située dans le département des Bouches-du-Rhône, près de Marignane, en région Provence-Alpes-Côte d'Azur. Ses habitants sont appelés les Saint-Victoriens.

## Géographie

### Communes limitrophes
| Marignane | Marignane Vitrolles | Vitrolles                                     |
| Marignane | Saint-Victoret      | Les Pennes-Mirabeau                           |
| Marignane | Marignane           | Les Pennes-Mirabeau Châteauneuf-les-Martigues |

### Climat
Pour des articles plus généraux, voir Climat de Provence-Alpes-Côte d'Azur et Climat des Bouches-du-Rhône.
En 2010, le climat de la commune est de type climat méditerranéen franc, selon une étude du Centre national de la recherche scientifique s'appuyant sur une série de données couvrant la période 1971-2000. En 2020, Météo-France publie une typologie des climats de la France métropolitaine dans laquelle la commune est exposée à un climat méditerranéen et est dans la région climatique  Provence, Languedoc-Roussillon, caractérisée par une pluviométrie faible en été, un très bon ensoleillement (2 600 h/an), un été chaud (21,5 °C), un air très sec en été, sec en toutes saisons, des vents forts (fréquence de 40 à 50 % de vents > 5 m/s) et peu de brouillards. 
Pour la période 1971-2000, la température annuelle moyenne est de 14,7 °C, avec une amplitude thermique annuelle de 16,2 °C. Le cumul annuel moyen de précipitations est de 581 mm, avec 6,1 jours de précipitations en janvier et 1,5 jours en juillet. Pour la période 1991-2020, la température moyenne annuelle observée sur la station météorologique de Météo-France la plus proche, « Marignane », sur la commune de Marignane à 2 km à vol d'oiseau, est de 15,9 °C et le cumul annuel moyen de précipitations est de 532,3 mm. 
La température maximale relevée sur cette station est de 39,7 °C, atteinte le 26 juillet 1983 ; la température minimale est de −16,8 °C, atteinte le 12 février 1956,,. 
| Mois                                  | jan.             | fév.             | mars            | avril           | mai           | juin           | jui.            | août            | sep.            | oct.            | nov.            | déc.             | année      |
| ------------------------------------- | ---------------- | ---------------- | --------------- | --------------- | ------------- | -------------- | --------------- | --------------- | --------------- | --------------- | --------------- | ---------------- | ---------- |
| Température minimale moyenne (°C)     | 3,6              | 3,7              | 6,5             | 9,4             | 13,3          | 17,2           | 19,7            | 19,4            | 15,9            | 12,6            | 7,7             | 4,4              | 11,1       |
| Température moyenne (°C)              | 7,7              | 8,3              | 11,4            | 14,3            | 18,4          | 22,5           | 25,2            | 24,9            | 20,9            | 17              | 11,7            | 8,4              | 15,9       |
| Température maximale moyenne (°C)     | 11,8             | 12,8             | 16,4            | 19,3            | 23,5          | 27,9           | 30,7            | 30,5            | 25,9            | 21,3            | 15,7            | 12,4             | 20,7       |
| Record de froid (°C) date du record   | −12,4 07.01.1985 | −16,8 12.02.1956 | −10 07.03.1949  | −2,4 05.04.1935 | 0 01.05.1960  | 5,4 09.06.1932 | 7,8 04.07.1948  | 8,1 29.08.1924  | 1 25.09.1931    | −2,2 31.10.1941 | −5,8 11.11.1921 | −12,8 26.12.1940 | −16,8 1956 |
| Record de chaleur (°C) date du record | 19,9 19.01.07    | 22,5 17.02.22    | 25,4 28.03.1989 | 29,6 24.04.1947 | 34,9 24.05.09 | 39,6 28.06.19  | 39,7 26.07.1983 | 39,2 13.08.1922 | 34,3 05.09.1949 | 30,4 02.10.1997 | 25,2 05.11.1924 | 20,7 30.12.21    | 39,7 1983  |
| Ensoleillement (h)                    | 1 479            | 1 731            | 2 347           | 2 508           | 2 986         | 3 378          | 3 722           | 3 338           | 2 637           | 1 961           | 1 508           | 1 381            | 28 976     |
| Précipitations (mm)                   | 47,1             | 29,8             | 29,5            | 51,6            | 37,7          | 27,9           | 10,8            | 25,8            | 82              | 73,3            | 75,9            | 40,9             | 532,3      |

| Diagramme climatique                                  |             |             |             |              |              |              |              |            |              |             |             |
| J                                                     | F           | M           | A           | M            | J            | J            | A            | S          | O            | N           | D           |
| 11,83,647,1                                           | 12,83,729,8 | 16,46,529,5 | 19,39,451,6 | 23,513,337,7 | 27,917,227,9 | 30,719,710,8 | 30,519,425,8 | 25,915,982 | 21,312,673,3 | 15,77,775,9 | 12,44,440,9 |
| Moyennes : • Temp. maxi et mini °C • Précipitation mm |             |             |             |              |              |              |              |            |              |             |             |

Les paramètres climatiques de la commune ont été estimés pour le milieu du siècle (2041-2070) selon différents scénarios d'émission de gaz à effet de serre à partir des nouvelles projections climatiques de référence DRIAS-2020. Ils sont consultables sur un site dédié publié par Météo-France en novembre 2022.

## Urbanisme

### Typologie
Au 1er janvier 2024, Saint-Victoret est catégorisée centre urbain intermédiaire, selon la nouvelle grille communale de densité à 7 niveaux définie par l'Insee en 2022.
Elle appartient à l'unité urbaine de Marseille-Aix-en-Provence, une agglomération inter-départementale dont elle est une commune de la banlieue,. Par ailleurs la commune fait partie de l'aire d'attraction de Marseille - Aix-en-Provence, dont elle est une commune de la couronne,. Cette aire, qui regroupe 115 communes, est catégorisée dans les aires de 700 000 habitants ou plus (hors Paris),.

### Occupation des sols
L'occupation des sols de la commune, telle qu'elle ressort de la base de données européenne d’occupation biophysique des sols Corine Land Cover (CLC), est marquée par l'importance des territoires artificialisés (76,8 % en 2018), en augmentation par rapport à 1990 (66,8 %). La répartition détaillée en 2018 est la suivante : 
zones urbanisées (50 %), zones industrielles ou commerciales et réseaux de communication (16,2 %), zones agricoles hétérogènes (12,9 %), forêts (10,3 %), mines, décharges et chantiers (6,1 %) et espaces verts artificialisés, non agricoles (4,4 %). L'évolution de l’occupation des sols de la commune et de ses infrastructures peut être observée sur les différentes représentations cartographiques du territoire : la carte de Cassini (XVIIIe siècle), la carte d'état-major (1820-1866) et les cartes ou photos aériennes de l'IGN pour la période actuelle (1950 à aujourd'hui).

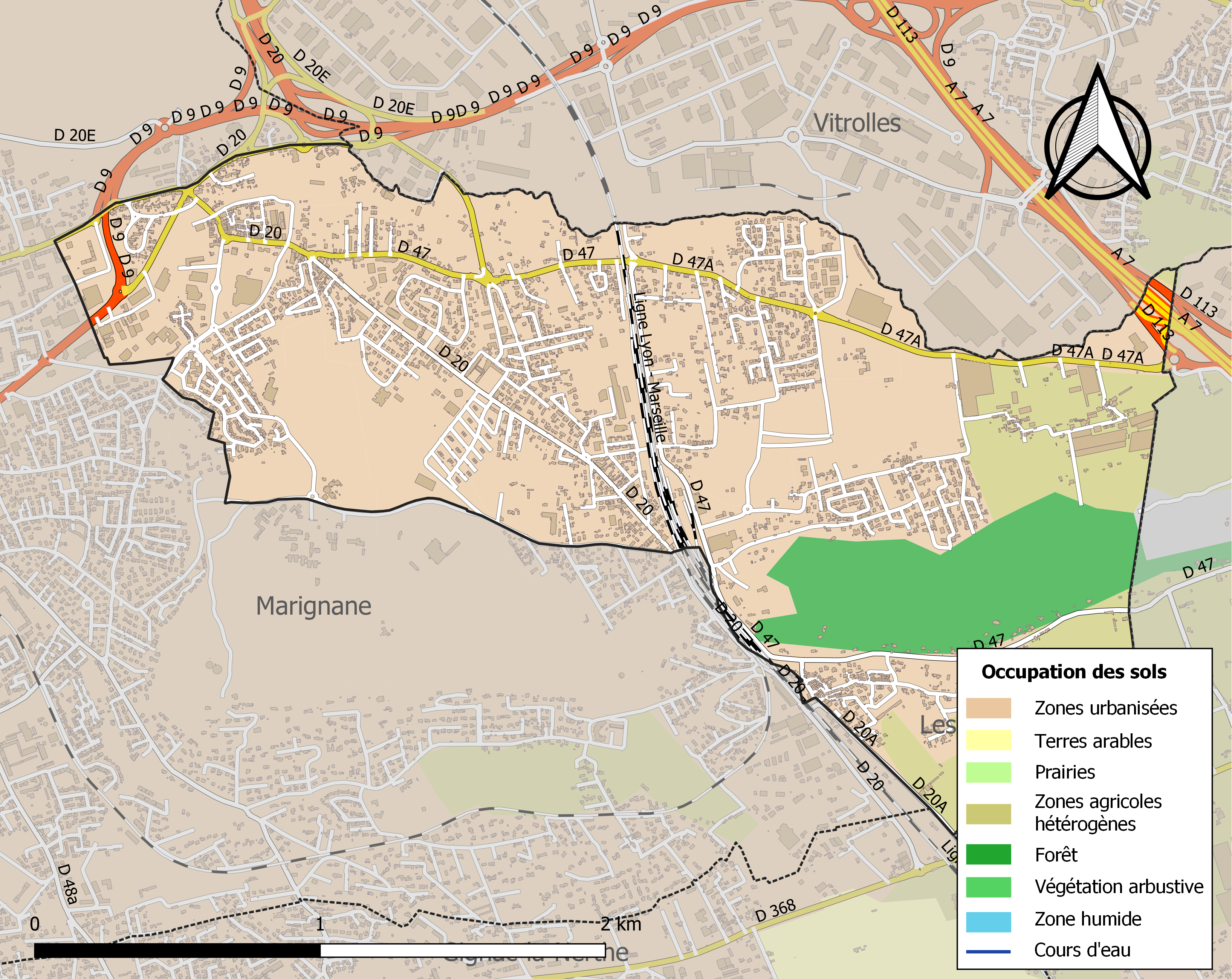
Carte des infrastructures et de l'occupation des sols de la commune en 2018 (CLC).

## Histoire

### Faits historiques
L'histoire de cette commune est directement liée à celle de Marseille, dont elle est issue.
Saint-Victoret signifie le petit Saint-Victor. En effet, l’abbaye de Saint-Victor de Marseille fondée par Jean Cassien, moine bénédictin d’origine roumaine, au début du Ve siècle, est à l'origine de la ville.
L'essor de l'ordre de Saint-Victor à Marseille fut considérable au Xe siècle. Vers 965, quelques moines de cette abbaye sont envoyés à Marignane au bord de la Cadière où ils installent une petite communauté sur des terres marécageuses, ce sera un prieuré rural baptisé Saint-Victoret. Plus tard, un cellier, une maison claustrale et une église seront bâtis. La vie s'organise alors autour de ce prieuré rural, sous la juridiction de l’abbaye de Saint-Victor de Marseille. En 1640, Saint-Victoret se transforme de prieuré en communauté, de seigneurie victorine en seigneurie noble, de castrum en village jusqu'à en devenir, en 1666, commune de Saint-Victoret, détachée de Marignane.
À ce jour[Quand ?], il n'y a aucune trace archéologique connue d'une époque antique.

## Politique et administration

### Liste des maires
| Période                                  | Période   | Identité                   | Étiquette                    | Qualité |
| ---------------------------------------- | --------- | -------------------------- | ---------------------------- | --- |
| 1848                                     | 1851      | Louis Jauffret             |                              | |
| 1852                                     | 1855      | Charles Gounelle           |                              | |
| 1855                                     | 1869      | Joseph Casimir Couissinier |                              | |
| 1869                                     | 1871      | Jacques Amphoux            |                              | |
| 1871                                     | 1878      | François Nardy             |                              | |
| 1878                                     | 1878      | Henri Richard              |                              | |
| 1878                                     | 1893      | Jean Baptiste Amphoux      |                              | |
| 1893                                     | 1900      | Joseph Alexandre Amphoux   |                              | |
| 1900                                     | 1908      | André Jauffret             |                              | |
| 1908                                     | 1919      | Jean Bertholet             |                              | |
| 1919                                     | 1934      | Martial Cauvet             |                              | |
| 1934                                     | 1943      | Marcel Amphoux             |                              | |
| 1943                                     | 1945      | Raoul Amphoux              |                              | |
| 1945                                     | 1947      | Charles Piquemal           |                              | |
| 1947                                     | 1959      | Louis Abbadie              |                              | |
| 1959                                     | 1965      | Jean Troadec               |                              | |
| 1965                                     | 1969      | Guy Ripault                |                              | |
| 1969                                     | mars 1977 | Albert Mairot              |                              | |
| mars 1977                                | juin 1995 | André Daudet (1931-2019)   | PS                           | Cadre SNCASE, maire honoraire Chevalier de l'Ordre national du Mérite (1985) Réélu en 1983, 1989 et 1990 (élection partielle) |
| juin 1995                                | En cours  | Claude Piccirillo (1945- ) | UDF-PR puis DL puis UMP → LR | Retraité Eurocopter 4e vice-président du territoire Marseille-Provence Réélu en 2001, 2008, 2014 et 2020                      |
| Les données manquantes sont à compléter. |           |                            |                              | |

### Jumelages
- Finale Ligure (Italie)

## Population et société

### Démographie
L'évolution du nombre d'habitants est connue à travers les recensements de la population effectués dans la commune depuis 1793. Pour les communes de moins de 10 000 habitants, une enquête de recensement portant sur toute la population est réalisée tous les cinq ans, les populations de référence des années intermédiaires étant quant à elles estimées par interpolation ou extrapolation. Pour la commune, le premier recensement exhaustif entrant dans le cadre du nouveau dispositif a été réalisé en 2007.

En 2022, la commune comptait 6 689 habitants, en évolution de +1,55 % par rapport à 2016 (Bouches-du-Rhône : +2,48 %, France hors Mayotte : +2,11 %).
| 1793 | 1800 | 1806 | 1821 | 1831 | 1836 | 1841 | 1846 | 1851 |
| ---- | ---- | ---- | ---- | ---- | ---- | ---- | ---- | ---- |
| 240  | 236  | 258  | 264  | 264  | 298  | 348  | 503  | 442  |

| 1856 | 1861 | 1866 | 1872 | 1876 | 1881 | 1886 | 1891 | 1896 |
| ---- | ---- | ---- | ---- | ---- | ---- | ---- | ---- | ---- |
| 501  | 528  | 500  | 470  | 473  | 458  | 484  | 493  | 531  |

| 1901 | 1906 | 1911 | 1921 | 1926 | 1931 | 1936  | 1946  | 1954  |
| ---- | ---- | ---- | ---- | ---- | ---- | ----- | ----- | ----- |
| 504  | 546  | 543  | 590  | 698  | 864  | 1 050 | 1 524 | 2 532 |

| 1962  | 1968  | 1975  | 1982  | 1990  | 1999  | 2006  | 2007  | 2012  |
| ----- | ----- | ----- | ----- | ----- | ----- | ----- | ----- | ----- |
| 3 605 | 4 880 | 5 436 | 5 571 | 6 047 | 6 810 | 6 566 | 6 530 | 6 632 |

| 2017  | 2022  | - | - | - | - | - | - | - |
| ----- | ----- | - | - | - | - | - | - | - |
| 6 625 | 6 689 | - | - | - | - | - | - | - |

La population est vieillissante et en baisse constante depuis 10 ans.

## Culture et patrimoine

### Lieux et monuments
Saint-Victoret créée par des moines de l’abbaye de Saint-Victor à Marseille vers 965 sur le territoire alors de Marignane. Il ne reste rien de cette époque.
Château
Démoli en 2009 au mépris des prescriptions des Bâtiments de France, on construira sur son emplacement la nouvelle mairie. Chaque année, une crèche y est installée. Le Jésus de la crèche est mené en catimini dans une poche de veste du premier magistrat de la ville jusqu'à l'église pour y être béni par les projections d'eau bénite du curé officiant et ramené à la crèche espérant une protection divine.
Église catholique
Construite au cours du XIXe siècle, elle est dédiée à saint Pierre ès liens. Les vitraux des nefs latérales retracent d'ailleurs la vie de ce saint. La rosace représente l’évolution du bâtiment au cours des siècles. Très insolite et contrairement à la coutume, sur une de ses cloches est gravée le nom, date et lieu de naissance du maire actuel Claude Piccirillo. Elle dépend de la paroisse catholique de Marignane/Saint-Victoret.
Presbytère
Les vieux textes parlent de « maison curiale ou claustrale », il s’agit tout simplement de la maison du curé.
Couvent
La communauté de religieuses des sœurs missionnaires de la Société de Marie habite depuis le début du XXe siècle le couvent la Filosette.
Croix religieuses
La première située en haut de la colline du Pas-des-Broquettes, elle domine la plaine de l’Étang-de-Berre comme pour annoncer aux voyageurs du ciel : « Ici commence la ville de Saint-Victoret ». La seconde est située à la croisée des routes de Pas-des-Lanciers et des Pennes Mirabeau.
Églises protestantes
La paroisse de l'Église protestante unie dont le temple est à Vitrolles englobe également la commune de Saint-Victoret. Depuis 2020, l'Église protestante le Panier a aménagé et inauguré un lieu de culte boulevard Abbadie (immeuble des Moulins). Déjà dans le même lieu une église Évangélique fonctionnait dans les années 80.

#### Copies de ruines antiques
Mises en valeur de la nouvelle mairie par de pseudo-ruines un style années 1930.
Musée de l'aviation
Le musée de l'Aviation de Saint-Victoret est un musée associatif regroupant des avions de lutte contre l'incendie, des hélicoptères et des avions de chasse. Il a été créé en 2006 et bénéficie de la proximité de l'établissement du constructeur d'hélicoptères Airbus Helicopters.
Mémorial des soldats du feu
Ce mémorial rendant hommage aux pompiers de l'air et inauguré en 2008. Il est composé d'un Canadair CL-215 et d'un hélicoptère Alouette III, tous deux hissés sur des piliers ainsi que d'une stèle représentant un pilote aux commandes de son appareil.

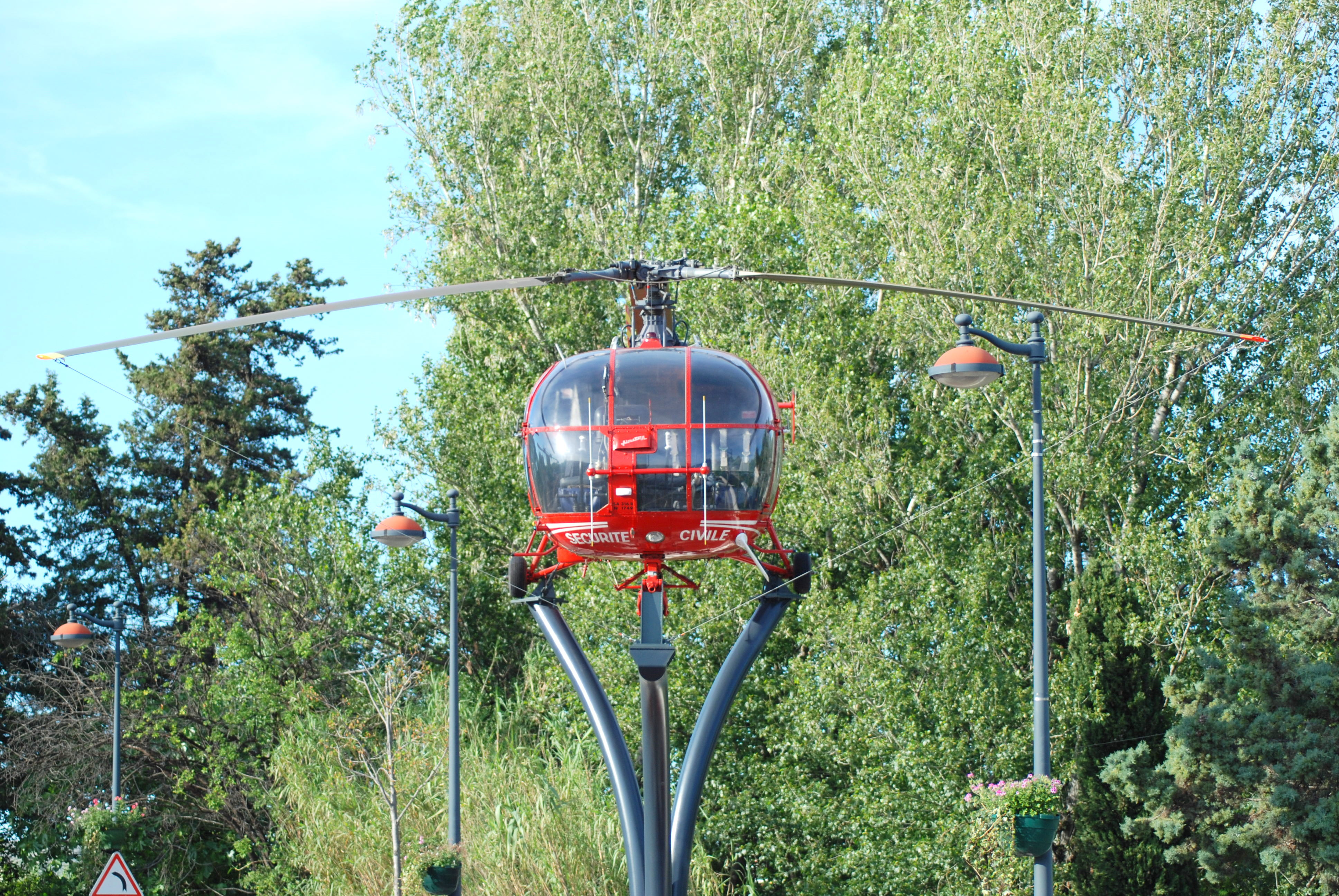
Ancienne Alouette de la sécurité civile.
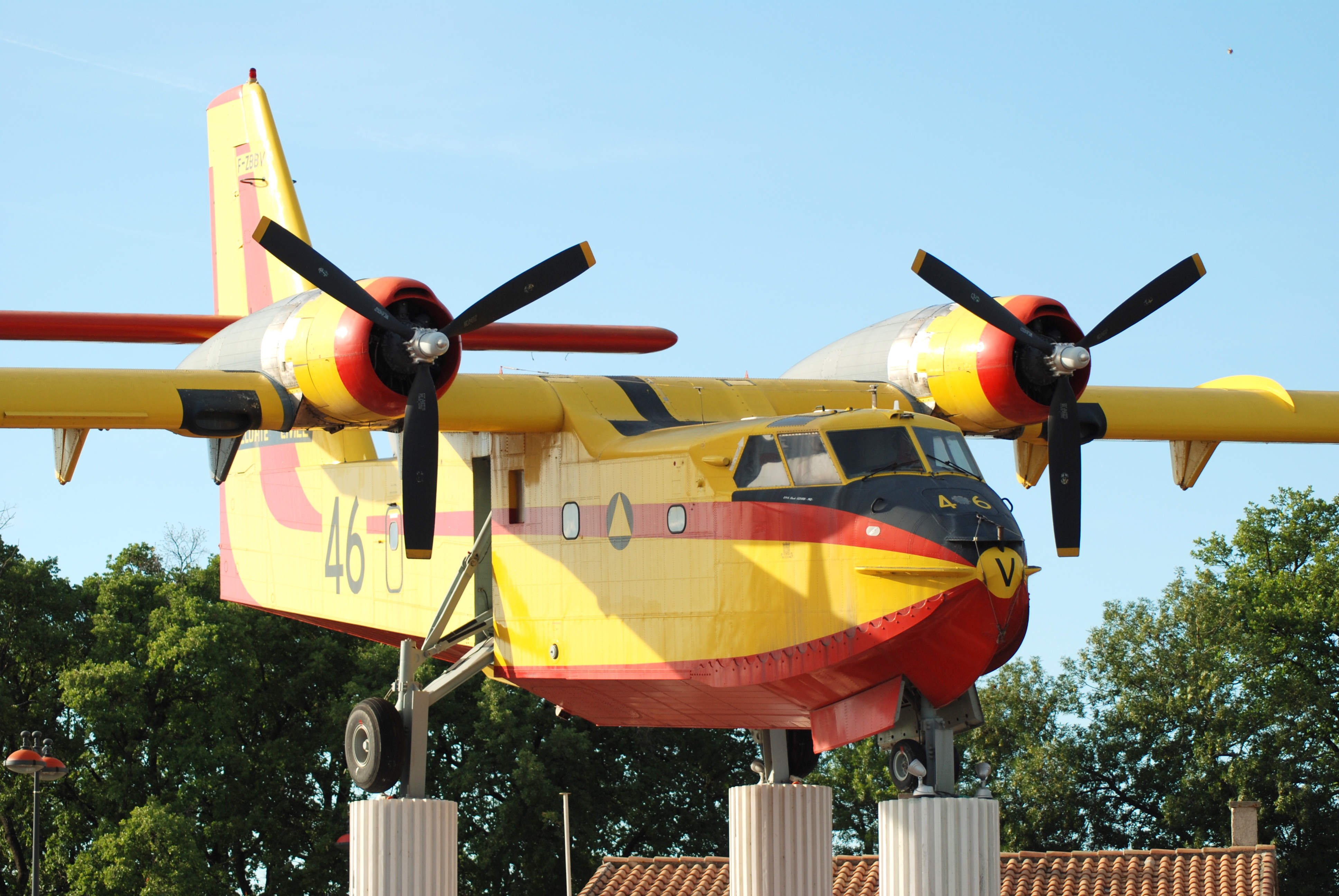
Canadair.

### Personnalités liées à la commune
- Baptiste Giabiconi[26],[27], mannequin et chanteur français.

### Héraldique
| Armes de Saint-Victoret | Blasonnement : De gueules à l'escarboucle pommetée et fleurdelysée d'or. |